# Xilotepetl
Xilotepetl is een Nicaraguaanse voetbalclub uit de stad Jinotepe.
De club werd opgericht in 1996 en speelt haar thuiswedstrijden in het Estadio Pedro Selva. In 2008 promoveerde de club naar de Primera División de Nicaragua. In 2011 degradeerde de club en in 2013 werd de club opgeheven. Echter in 2020 werd de club weer opgericht. 